# Marcel Lepper

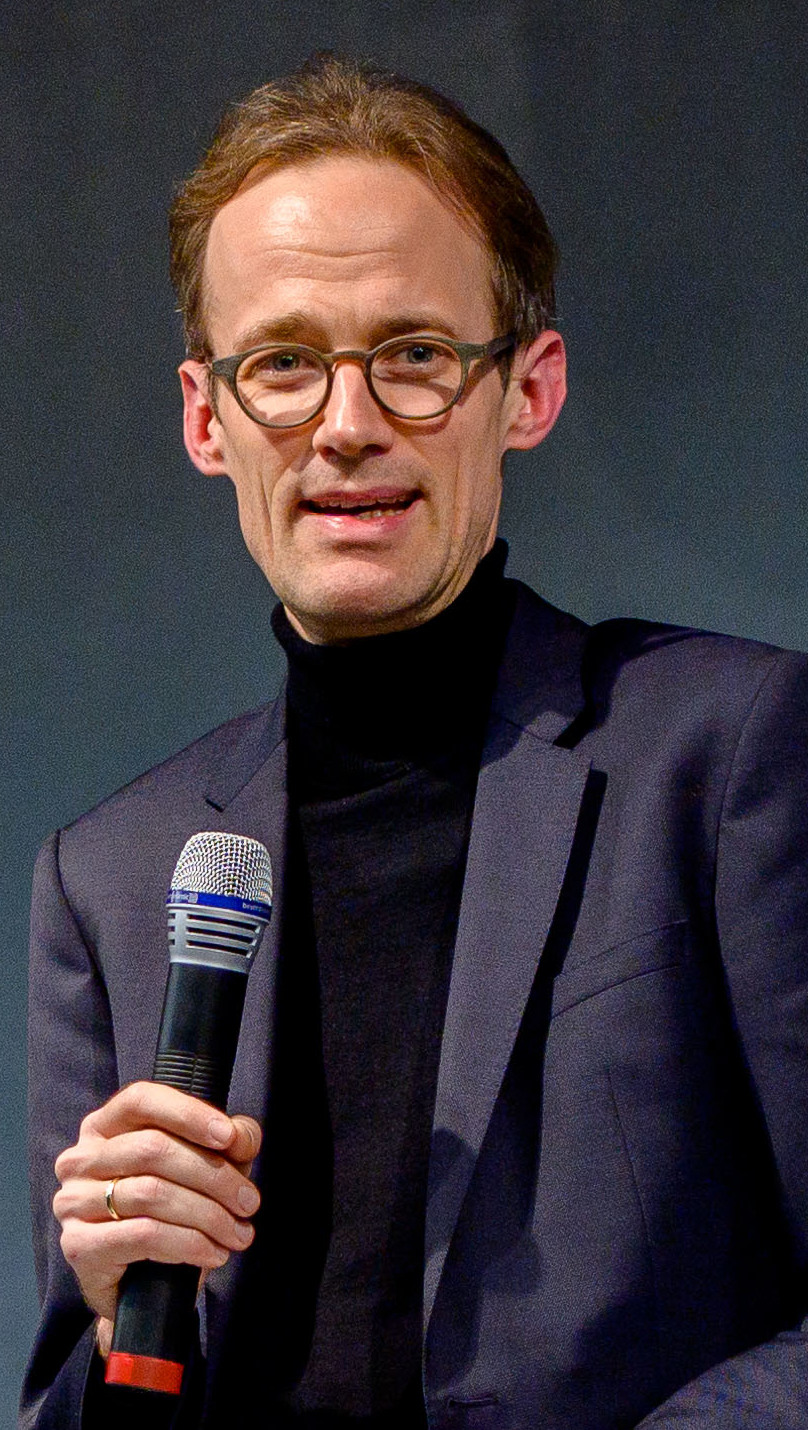
Marcel Lepper, 2019

Marcel Lepper (* 1977 in Dortmund) ist ein deutscher Literaturwissenschaftler, Direktor der Fondation Rilke und Honorarprofessor für Neuere deutsche Literatur an der Universität Leipzig.

## Werdegang
Lepper hat Germanistik, Geschichte und Philosophie in Münster, Paris, Baltimore und Berlin studiert. 2005 übernahm er die Leitung der Arbeitsstelle für die Erforschung der Geschichte der Germanistik im Deutschen Literaturarchiv Marbach. Er wurde 2006 an der Freien Universität Berlin promoviert. Von 2008 bis 2018 leitete er das Forschungsreferat im Deutschen Literaturarchiv Marbach. Im Rahmen von Gastaufenthalten hat Lepper an der Johns Hopkins University, an der University of Wisconsin, Madison, an der University of Kent, Canterbury, an der Princeton University und an der Universität Cambridge geforscht. Lepper habilitierte sich 2015 an der Philosophisch-historischen Fakultät der Universität Stuttgart. 2018 wurde er ebendort zum außerplanmäßigen Professor ernannt. Von 2018 bis 2020 war er Leiter des Literaturarchivs der Berliner Akademie der Künste. Von 2020 bis 2022 war er im Auftrag der Klassik Stiftung Weimar Direktor des Goethe- und Schiller-Archivs und zugleich Vorstandsvorsitzender der Deutschen Schillerstiftung. 2021 wurde er zum Honorarprofessor für Neuere deutsche Literatur an der Universität Leipzig berufen. Von April 2022 bis Februar 2023 war er Geschäftsführer der Carl Friedrich von Siemens Stiftung. 2023 wurde er zum Vorsitzenden des Kuratoriums der Kulturstiftung Schloss Wiepersdorf gewählt. Im Februar 2024 übernahm er die Leitung der Fondation Rilke in Sierre, wo er die neue Dauerausstellung „Rainer Maria Rilke: Räume, Zeiten, Sprachen“ zum Jubiläumsjahr 2026 konzipierte. Wie die Robert Walser-Stiftung mitteilte, wird er ab Mai 2026 die Leitung des Robert Walser-Zentrums in Bern sowie den Aufbau eines Studienprogramms an der Universität Bern übernehmen.
Lepper schreibt regelmäßig über Geisteswissenschaften für die Frankfurter Allgemeine Zeitung und die Wochenzeitung Die Zeit.

## Forschungsschwerpunkte
Marcel Lepper beschäftigt sich in seinen Arbeiten mit Neuerer deutscher Literatur im internationalen Kontext. Schwerpunkte liegen in den Bereichen Ideengeschichte, Wissenschaftsgeschichte, Textkritik, Provenienzforschung, Literatur- und Archivtheorie. Zwischen 2006 und 2018 war er Mitherausgeber der Zeitschrift „Geschichte der Germanistik“. Im Deutschen Literaturarchiv Marbach konzipierte er zusammen mit universitären Partnern das Suhrkamp-Forschungskolleg, das von der Volkswagen Stiftung gefördert wurde, ebenso mit Yfaat Weiss und Jürgen Fohrmann sowie der Förderung des Auswärtigen Amts die Arbeitsstelle für jüdisch-deutsche Nachlässe in Israel. In der Akademie der Künste leitete er das transnationale Projekt „Heinrich Mann Digital“. Von 2020 bis 2023 leitete er zusammen mit Ernst Osterkamp und Klaus Manger das Akademienprojekt PROPYLÄEN zu Goethes Briefen, Tagebüchern, Begegnungen und Gesprächen, das 2021 erfolgreich im Akademienprogramm evaluiert und bis 2039 verlängert wurde.

## Kontroverse um Entlassung als Geschäftsführer der Carl Friedrich von Siemens Stiftung
Im Februar 2023 trennte sich die Carl Friedrich von Siemens Stiftung von Lepper und beendete dessen Reformprozess. Die Stiftung verwies auf angebliche Probleme bei der Mitarbeiterführung. Mit Lepper wurden zwei Mitarbeiterinnen entlassen, die er an die Stiftung geholt hatte. Die fristlose Entlassung wurde im April 2023 gerichtlich als „gegenstandslos“ erklärt. Die Stiftung musste Lepper eine Abfindung zahlen, und die Schweigepflicht wurde aufgehoben. Die unerwartete Trennung löste eine Kontroverse über rechte Netzwerke im Umkreis der Stiftung sowie über deren Finanzgebaren vor 2022 aus. Die Historiker Norbert Frei und Michael Brenner forderten die Aufarbeitung der rechten Vergangenheit der Stiftung nach 1945, die bis 2022 nicht geleistet und von Marcel Lepper in dessen Amtszeit begonnen worden sei. Seit 2024 wird die rechte Vergangenheit der Stiftung vom Institut für Zeitgeschichte im Projekt "Die Carl Friedrich von Siemens Stiftung: Wissenschaft, konservative Bürgerlichkeit und rechte Netzwerke" erforscht.

## Schriften (Auswahl)
- Hrsg. mit Kai Sina und David Wellbery: Goethe in America. Eine transatlantische Faszinationsgeschichte. Berlin: Erich Schmidt, 2025 (= Beihefte zur Zeitschrift für deutsche Philologie).
- Hrsg. mit Frieder von Ammon: Johann Wolfgang Goethe, Friedrich Schiller: Xenien. Eine Auswahl. Ditzingen: Reclam, 2022.
- Hrsg. mit Hendrikje Schauer: Titelpaare. Ein philosophisches und literarisches Wörterbuch. Stuttgart/Weimar: Works & Nights, 2018.
- Hrsg. mit Peter-André Alt: Schillers Europa. Berlin: de Gruyter, 2017.
- Hrsg. mit Vinzenz Hoppe und Stefanie Stockhorst: Symphilologie. Formen der Kooperation in den Geisteswissenschaften. Göttingen: V & R unipress, 2016.
- Goethes Euphrat. Philologie und Politik im ›West-östlichen Divan‹. Göttingen: Wallstein, 2016 (= Kleine Schriften zur literarischen Ästhetik und Hermeneutik. Band 8).
- Hrsg. mit Ulrich Raulff: Handbuch Archiv. Geschichte, Aufgaben, Perspektiven. Stuttgart/Weimar: Metzler, 2016.
- Philologie. Zur Einführung. Hamburg: Junius, 2012.
- Hrsg. mit Dirk Werle: Entdeckung der Frühen Neuzeit. Konstruktionen einer Epoche der Literatur- und Sprachgeschichte seit 1750. Stuttgart/Leipzig: Hirzel, 2011.